# A Merry Little Christmas (EP)
A Merry Little Christmas è l'unico EP (nonché il primo album natalizio) del gruppo musicale statunitense Lady Antebellum, pubblicato il 12 ottobre 2010 dall'etichetta discografica Capitol Nashville. Tutte e sei le tracce di questo EP sono incluse nell'album natalizio successivo del 2012, intitolato On This Winter's Night.

## Tracce
1. Have Yourself a Merry Little Christmas – 4:12 (Ralph Blane, Hugh Martin)
2. All I Want for Christmas Is You – 3:37 (Mariah Carey, Walter Afanasieff)
3. Blue Christmas – 3:29 (Billy Hayes, Jay W. Johnson)
4. On This Winter's Night – 4:03 (Hillary Scott, Charles Kelley, Dave Haywood, Tom Douglas)
5. Let It Snow! Let It Snow! Let It Snow! – 2:33 (Sammy Cahn, Jule Styne)
6. Silver Bells – 5:00 (Jay Livingston, Ray Evans)

## Classifiche
| Classifica            | Posizione massima |
| --------------------- | ----------------- |
| Stati Uniti           | 12                |
| Stati Uniti (Country) | 4                 |
| Stati Uniti (Holiday) | 1                 |

### Classifiche di fine anno
| Classifica di fine anno (2011) | Posizione |
| ------------------------------ | --------- |
| Stati Uniti                    | 148       |